# Серавале Скривија
Серавале Скривија (итал. Serravalle Scrivia) је насеље у Италији у округу Алесандрија, региону Пијемонт.
Према процени из 2011. у насељу је живело 5672 становника. Насеље се налази на надморској висини од 233 м.

## Становништво
Према резултатима пописа становништва 2011. у општини је живело 6.322 становника.
| 1931. | 1936. | 1951. | 1961. | 1971. | 1981. | 1991. | 2001. | 2011. |
| ----- | ----- | ----- | ----- | ----- | ----- | ----- | ----- | ----- |
| 4.014 | 4.067 | 4.391 | 4.945 | 5.931 | 6.264 | 6.243 | 5.820 | 6.322 |